# Pallacanestro alla XVI Universiade
Il torneo di pallacanestro della XVI Universiade si è svolto a Sheffield, Regno Unito, nel 1991.

## Podi

### Donne
| Evento                             | Oro | Argento | Bronzo |
| Pallacanestro femminile (dettagli) | Stati Uniti Kerry Bascom Ruthie Bolton Karen Booker Linda Godby Dena Head Dale Hodges Carolyn Jones Lisa Leslie Suzie McConnell Judy Mosley Dawn Staley Katy Steding All.: Tara VanDerveer | Spagna Piluca Alonso Ana Álvaro Blanca Ares Carlota Castrejana Elisabeth Cebrián Marina Ferragut Margarita Geuer Patricia Hernández Mónica Messa Carolina Mújica Mónica Pulgar Almudena Vara All.: Chema Buceta | Canada Kim Bertholet Jodi Evans Michelle Hendry Cynthia Johnston Karla Karch Merlelynn Lange Shawna Molcak Jackie Moore Dianne Norman Nana Robinson Denise Scott Sue Stewart |

## Medagliere
| Posizione | Paese            |   |   |   | Totale |
| --------- | ---------------- | - | - | - | ------ |
| 1         | Stati Uniti      | 2 | 0 | 0 | 2      |
| 2         | Canada           | 0 | 1 | 1 | 2      |
| 3         | Spagna           | 0 | 1 | 0 | 1      |
| 4         | Unione Sovietica | 0 | 0 | 1 | 1      |
| Totale    | Totale           | 2 | 2 | 2 | 6      |